# Rubin Colwill
Rubin James Colwill, född 27 april 2002, är en walesisk fotbollsspelare som spelar för Cardiff City. Hans yngre bror Joel Colwill är också fotbollsspelare.

## Klubbkarriär
Colwill debuterade för Cardiff City i Championship den 13 februari 2021 i en match mot Coventry City, där han blev inbytt mot Harry Wilson på stopptid. I september 2023 förlängde Colwill sitt kontrakt i klubben fram till sommaren 2027.

## Landslagskarriär
Colwill debuterade för Wales landslag den 2 juni 2021 i en 3–0-förlust mot Frankrike, där han blev inbytt i den 83:e minuten mot Joe Morrell.